# Saint-Savin (Isèra)
Saint-Savin és un municipi francès situat al departament de la Isèra i a la regió d'Alvèrnia-Roine-Alps. L'any 2007 tenia 3.424 habitants.

## Demografia

### Població
El 2007 la població de fet de Saint-Savin era de 3.424 persones. Hi havia 1.245 famílies de les quals 192 eren unipersonals (79 homes vivint sols i 113 dones vivint soles), 410 parelles sense fills, 569 parelles amb fills i 74 famílies monoparentals amb fills.
La població ha evolucionat segons el següent gràfic:
Habitants censats

### Habitatges
El 2007 hi havia 1.368 habitatges, 1.267 eren l'habitatge principal de la família, 35 eren segones residències i 66 estaven desocupats. 1.263 eren cases i 94 eren apartaments. Dels 1.267 habitatges principals, 1.071 estaven ocupats pels seus propietaris, 178 estaven llogats i ocupats pels llogaters i 19 estaven cedits a títol gratuït; 8 tenien una cambra, 37 en tenien dues, 135 en tenien tres, 340 en tenien quatre i 747 en tenien cinc o més. 1.072 habitatges disposaven pel capbaix d'una plaça de pàrquing. A 408 habitatges hi havia un automòbil i a 791 n'hi havia dos o més.

### Piràmide de població
La piràmide de població per edats i sexe el 2009 era:
| Homes | Edats   | Dones |
| ----- | ------- | ----- |
| 0     | 95 o +  | 0     |
| 0     | 90 a 94 | 12    |
| 0     | 85 a 89 | 16    |
| 8     | 80 a 84 | 20    |
| 20    | 75 a 79 | 24    |
| 28    | 70 a 74 | 36    |
| 92    | 65 a 69 | 64    |
| 64    | 60 a 64 | 64    |
| 88    | 55 a 59 | 84    |
| 136   | 50 a 54 | 116   |
| 112   | 45 a 49 | 120   |
| 116   | 40 a 44 | 116   |
| 128   | 35 a 39 | 112   |
| 80    | 30 a 34 | 120   |
| 76    | 25 a 29 | 44    |
| 72    | 20 a 24 | 32    |
| 136   | 15 a 19 | 48    |
| 96    | 10 a 14 | 92    |
| 96    | 5 a 9   | 96    |
| 76    | 0 a 4   | 76    |

## Economia
El 2007 la població en edat de treballar era de 2.275 persones, 1.710 eren actives i 565 eren inactives. De les 1.710 persones actives 1.616 estaven ocupades (871 homes i 745 dones) i 94 estaven aturades (48 homes i 46 dones). De les 565 persones inactives 200 estaven jubilades, 190 estaven estudiant i 175 estaven classificades com a «altres inactius».

### Ingressos
El 2009 a Saint-Savin hi havia 1.305 unitats fiscals que integraven 3.575 persones, la mediana anual d'ingressos fiscals per persona era de 20.589 €.

### Activitats econòmiques
Dels 155 establiments que hi havia el 2007, 3 eren d'empreses alimentàries, 1 d'una empresa de fabricació de material elèctric, 19 d'empreses de fabricació d'altres productes industrials, 46 d'empreses de construcció, 30 d'empreses de comerç i reparació d'automòbils, 6 d'empreses de transport, 9 d'empreses d'hostatgeria i restauració, 2 d'empreses d'informació i comunicació, 6 d'empreses financeres, 4 d'empreses immobiliàries, 9 d'empreses de serveis, 15 d'entitats de l'administració pública i 5 d'empreses classificades com a «altres activitats de serveis».
Dels 53 establiments de servei als particulars que hi havia el 2009, 1 era una oficina de correu, 7 tallers de reparació d'automòbils i de material agrícola, 5 paletes, 5 guixaires pintors, 11 fusteries, 5 lampisteries, 6 electricistes, 2 empreses de construcció, 2 perruqueries, 7 restaurants, 1 agència immobiliària i 1 saló de bellesa.
Dels 9 establiments comercials que hi havia el 2009, 1 era una gran superfície de material de bricolatge, 2 botiges de menys de 120 m², 2 fleques, 2 carnisseries, 1 una botiga de material esportiu i 1 un drogueria.
L'any 2000 a Saint-Savin hi havia 67 explotacions agrícoles que ocupaven un total de 988 hectàrees.

## Equipaments sanitaris i escolars
L'únic equipament sanitari que hi havia el 2009 era una farmàcia.
El 2009 hi havia 1 escola maternal i 3 escoles elementals.

## Poblacions més properes
El següent diagrama mostra les poblacions més properes.